# آرامگاه احمد نی‌ریزی
آرامگاه احمد نی‌ریزی مربوط به احمد نی‌ریزی و سدهٔ ۱۴ ه‍.ق است و در نی ریز، محله سادات، خیابان نی ریزی جای گرفته‌است و این اثر در تاریخ ۲۵ اسفند ۱۳۷۹ با شمارهٔ ثبت ۳۴۰۵ به‌عنوان یکی از آثار ملی ایران به ثبت رسیده‌است.
طراح این آرامگاه هوشنگ سیحون بوده‌است. موزه خط و کتابت نی‌ریز در این بنا واقع شده‌است. این موزه در بر گیرنده مرقعات خوشنویسی و کتب خطی و قدیمی‌ترین سنگ قبر تاریخ‌دار ایران است.